# Vertice inter-coreano del 2007
Il vertice inter-coreano del 2007 si è svolto dal 2 ottobre al 4 ottobre 2007 a Pyongyang, capitale della Corea del nord, tra il presidente sudcoreano Roh Moo-hyun e Kim Jong-il, leader supremo della Repubblica popolare democratica di Corea.
È stato il secondo vertice inter-coreano della storia delle due nazioni (il primo avvenne nel 2000). A seguito dei colloqui, entrambe le parti hanno siglato una dichiarazione per lo sviluppo delle relazioni fra le due coree, la pace e la prosperità. 

## Contesto
Il secondo Summit inter-coreano si è tenuto dal 2 al 4 ottobre 2007, sempre a Pyongyang, tra Kim Jong-il e Roh Moo-hyun, all'epoca Presidente della Repubblica di Corea. Tale vertice fu molto richiesto da Kim Jong-il probabilmente a causa della concentrata pressione politica ed economica di alcune superpotenze (come gli Stati Uniti, la stessa Corea del Sud, il Giappone e la Cina).

## L'incontro
L'8 agosto 2007, la Repubblica di Corea e la Repubblica Popolare Democratica di Corea annunciarono che il secondo vertice inter-coreano si sarebbe tenuto dal 28 agosto al 30 agosto dello stesso anno.
Tuttavia, il 18 agosto 2007, la Corea del Nord rinviò l'incontro a causa di alcune disastrose inondazioni che colpirono il paese. A quel punto il governo sudcoreano propose di post porre il vertice tra il 2 ottobre e il 4 ottobre 2007.
Il 2 ottobre 2007, alle 9:05, il presidente sudcoreano Roh Moo-hyun attraversò la zona demilitarizzata coreana a bordo di un treno nordcoreano. Durante la visita si sono svolti una serie di incontri e discussioni tra i due leader.
Durante gli incontri e i colloqui, le due parti hanno ribadito i punti della Dichiarazione congiunta nord-sud del 15 giugno e hanno discusso su varie questioni relative alla pace nella penisola coreana, alla prosperità del popolo coreano nella sua interezza e l'unificazione delle due coree. Il 4 ottobre 2007 Roh e Kim hanno firmato la così detta dichiarazione di pace e prosperità. Il documento, inoltre, sottolineava il bisogno di nuovi colloqui internazionali al fine di trasformare l'attuale armistizio di Panmunjeom con un trattato di pace permanente.

### Regali
- Kim Jong-il ha regalato al suo ospite sudcoreano quattro tonnellate di pregiati songi (particolari funghi che noi chiamiamo matsutake) per un valore di 2,6 milioni di dollari. Un chilogrammo di questi funghi, che sono considerati una prelibatezza in tutta la penisola coreana, può essere venduto fino a 600.000 won.[4]
- Roh Moo-hyun ha invece regalato a Kim Jong-il una raccolta di film e fiction televisive sudcoreane, nella quale recitava anche la sua attrice preferita Elizabeth Taylor. Di solito questi film sono assolutamente vietati dal governo nordcoreano stesso.[4] In aggiunta il presidente sudcoreano regalò alla controparte nordcoreana un lussuoso servizio da tè e un paravento dipinto.[4]